# 谢承伟
谢承伟（Xie Cheng Wei，1985年8月13日—）是馬來西亞华裔男唱作人和演员、广告配音员，八度空间频道声、8FM的DJ，亦是2006年《绝对 Super Star》殿军。

## 综艺节目，活动
- 《好吃！》一到七季，2022-今
- 《翻滚go好玩》一到四季
- 《二三零之役》儿童版
- 《终极天团追踪记》
- 《疯狂之旅》一，二季
- 《八八六十事》2011-2021
- 《动起来》
- 《非常好声大搜集》
- 《无敌状元3》ntv7
- 《无敌状元4》ntv7
- 《无敌状元6》ntv7
- 《无敌状元7》ntv7
- 《游马玩乐-第一季》八度空间
- 《游马玩乐-第二季》八度空间
- 《环岛8-第一季》八度空间
- 《环岛8-第二季》八度空间
- 《世通八达》2016-2017
- 《加爾各答疯狂闹新春-特备节目》八度空间
- 《环岛8》一，二，三季
- 《Durian Kaya Teh Tarik》一，二，三季
- 《好声Family》第四季
- 《综艺玩很大》（台湾综艺节目）嘉宾主持人
- 《我们这一摊 第二季》（台湾综艺节目）嘉宾

## 受邀当嘉宾
- 《看见你的声音》八度空间
- 《欢乐满堂》八度空间

## 电视作品
| 年份   | 剧名                             | 角色         | 备注           |
| 2009年 | 咖啡恋人馆                       | DRAGON-L     |                |
| 2010年 | 声空感应2                        | 阿旭         | 单元主角       |
| 2011年 | 追影.筑梦                        |              | 客串           |
| 2013年 | 潜入蓝中篮                       | 李世文       |                |
| 2015年 | 最佳难主角                       | 泽演         |                |
| 2015年 | 30不单身(网络剧)                 | Eason        | 客串           |
| 2016年 | 我的全家福(賀歲劇)               | 家健         |                |
| 2016年 | 回盼                             | 章孝泉       | 两大男主角之一 |
| 2018年 | 春天花啦啦                       | 陈细明       | 四大男主角之一 |
| 2018年 | 愛屋吉屋                         | 汪小龙       | 第二男主角     |
| 2018年 | 娘惹相思格                       | 孫勉良       | 特别演出       |
| 2018年 | 我的非一般岳母                   | 谢佳庆       |                |
| 2019年 | 开餐吧！吃货小妹                 | 陈大文       | 男配角         |
| 2019年 | 春天花啦花啦啦！（贺岁电视电影） | 陈细明       | 四大男主角之一 |
| 2019年 | 逆行者                           | 陈立宏       | 四大男主角之一 |
| 2020年 | 春天花花花啦啦！                 | 陈细明       | 男配角         |
| 2020年 | 师出名门                         | 方鸣杰       | 第三男主角     |
| 2021年 | 特派幸福                         | 乐天使郑能量 | 两大男主角之一 |
| 2021年 | 终于找到你                       | 金城五       | 三大男主角之一 |
| 2022年 | 恭喜发财                         | 陈耀祖       | 男主角         |
| 2023年 | 女神请登录                       | 庄雨权       | 友情客串       |
| 2024年 | 抛柑联盟                         | 李克勤       | 第二男主角     |
| 2025年 | 五比精灵                         | 梅礼茂       |                |

## 音乐作品

### 专辑
- 《I See You》 2009
- 《偶像》EP (&Wind李詩斌) 2016